# Нужный, Владислав Валерьевич
Владислав Валерьевич Нужный (21 сентября 1966, Омск) — советский и российский игрок в хоккей с мячом, вратарь, мастер спорта России международного класса (1994).

## Карьера
Заниматься хоккеем с мячом начал в 1977 году в Омске в детской команде «Юности».
Выступает за «Юность» в сезоне 1982/83, по итогам которого команда, победив в финальном турнире команд первой лиги, завоевала себе место на предстоящий сезон в высшей лиге чемпионата СССР.
Сезон 1983/84 провёл в новосибирской «Заре», принимающей участие в соревнованиях команд первой лиги чемпионата СССР.
В 1984 году в связи с призывом на срочную военную службу продолжил игровую карьеру в  свердловском СКА, за который выступал три сезона.
В 1987 году, получив приглашение от главного тренера «Кузбасса» Анатолия Измаденова, продолжил выступления за клуб из Кемерово, в составе которого провёл пять сезонов. В сезоне 1991/92 принял участие в играх Международного турнира на призы Правительства России, по итогам которого стал серебряным призёром турнира в составе сборной клубов России, а по завершении сезона был впервые включён в список 22-х лучших игроков сезона.
С 1992 по 1995 год вновь в составе СКА, побеждая с командой в чемпионате России сезона 1993/94.
В 1995 году переходит в новосибирский «Сибсельмаш». Выступая за команду три сезона, становится дважды вице-чемпионом России.
По итогам сезонов 1994/95 и 1995/96 признавался лучшим вратарём России.
Под занавес карьеры был игроком казанской «Ракеты» и читинского СКА-«Забайкальца».
В сборной России с 1993 по 1998 год. В её составе принял участие в чемпионате мира 1995 года, на котором становится серебряным призёром турнира (3 матча).
В середине 1990-х годов переехал в Калининград, где после завершения игровой карьеры работал на таможне и администратором футбольного клуба «Балтика».
Брат Владислава — Максим (род. 1973) — долгое время был вратарём омской «Юности».

## Достижения
СКА-«Зенит» (Екатеринбург)
 Чемпион России: 1993/94 

 Финалист Кубка России: 1994/95 

 Финалист Кубка европейских чемпионов: 1994 

 Победитель Спартакиады народов СССР: 1986 (в составе сборной Свердловской области) 

 Победитель Спартакиады народов РСФСР: 1985 (в составе сборной Свердловской области) 

 Чемпион России по мини-хоккею: 1993
«Сибсельмаш»
 Серебряный призёр чемпионата России (2): 1995/96, 1996/97 

 Финалист Кубка России: 1995/96 

 Финалист Кубка европейских чемпионов: 1995
Сборная России
 Серебряный призёр чемпионата мира: 1995 

 Победитель Международного турнира на призы Правительства России: 1998 

 Серебряный призёр Международного турнира на призы Правительства России (2): 1992 (в составе сборной клубов России), 1996 

 Чемпион мира по ринк-бенди: 1994 

 Серебряный призёр чемпионата мира по ринк-бенди: 1996
Личные
- В списке 22-х лучших игроков сезона (4): 1992, 1995, 1996, 1997
- Лучший вратарь сезона (2): 1995, 1996
- Лучший игрок «Сибсельмаша»: 1996
- Лучший вратарь Спартакиады народов РСФСР: 1985

### Комментарии
1. ↑  Количество игр за клуб(ы) в высшем дивизионе чемпионатов СССР/СНГ/России